# Dolecta juturna
Dolecta juturna is een vlinder uit de familie van de Houtboorders (Cossidae). De wetenschappelijke naam van de soort is voor het eerst gepubliceerd in 1892 door William Schaus.
De soort komt voor in Mexico, Costa Rica, Panama, Brazilië (Rio de Janeiro, Santa Catarina), Bolivia, Argentinië (Misiones) en Paraguay.